# Novákův vodní mlýn
Novákův vodní mlýn stojí v blízkosti potoka Slabá mezi obcemi Ředice a Ředičky v katastrálním území Ředice obce Nechvalice v okrese Příbram. Areál mlýna z počátku 19. století byl v roce 2003 Ministerstvem kultury České republiky prohlášen za kulturní památku ČR.

## Historie
První písemná zmínka je z roku 1545, na jiném místě je uvedeno, že v roce 1527 je zmiňován v kupní smlouvě. Posledními majiteli byl rod Nováků, kteří jsou uváděni ve Vodních knihách od roku 1881 a vlastnili jej do roku 1939.

## Popis
V areálu mlýna z počátku 19. století se nachází obytné stavení s mlýnicí, špýchar s kůlnou, stodola, brána a ohradní zeď. Obytné stavení s mlýnicí je patrová roubená stavba postavena na půdorysu obdélníku. V nárožích jsou trámy spojené na rybinu. V přízemní obytné části do níž se vstupuje z východního okapového průčelí je světnice a další světnice, která rozšiřuje čelní průčelí. Na obytnou část navazuje na kamenné podezdívce postavena patrová mlýnice s pavlačí na dvou třetinách bočního průčelí. Pavlač je posazena na příčných stropních trámech přízemní části. V patře jsou dvě komory. Štíty průčelí jsou bedněné svisle položenými deskami. V severním štítu je obdélný otvor. Obytné stavení s mlýnicí je zastřešeno sedlovou střechou, krytou eternitem. Stropy jsou trámové. V mlýnici se dochovalo původní mlecí zařízení.
Mezi špýcharem a čelním průčelím je zděná brána s půlkruhovým zaklenutím a s pultovou stříškou.
Špýchar je roubená dvoukomorová stavba postavena na podezdívce z kamene a částečně z cihel. V nárožích jsou trámy spojené na rybinu. Ke špýcharu je napojená otevřená kůlna, která je zděná s výrazně rozšířenou stěnou obrácenou k silnici. Štíty průčelí jsou bedněné svisle položenými deskami se dvěma kosočtvercovými otvory. V severním průčelí je výklenek se soškou Panny Marie. Špýchar má sedlovou střechu.
Areál uzavírá na západní straně kamenná stodola spojená kamennou zdí se špýcharem. Stodola má obdélníkový půdorys, omítané stěny s podélnými větracími průduchy a v severní stěně jsou dvoukřídlá vrata, střechu má sedlovou.
Náhon přiváděl vodu ze vzdálenosti asi 300 m od mlýna z malého kamenného jezu přes malé stavidlo. Od jezu náhon procházel přes dvě akumulační nádrže. Voda poháněla dvě vodní kola na vrchní vodu (1925) a později jen jedno kolo (1930).

### Data
V roce 1930 byla uváděna:
- hltnost 0,116 m³/s
- spád 4,5 m
- výkon 4,52 HP